# NITRO CHiRAL
NITRO CHiRAL (Tiếng Nhật: ニトロキラル), là một chi nhánh của nhà phát triển trò chơi video visual novel Nhật Bản Nitroplus, tập trung vào các trò chơi yaoi.
Công ty được thành lập năm 2004 dưới tên gọi "Nitro+CHiRAL" (Nitro Plus Chiral). Vào ngày 4 tháng 1, 2023, tên nhãn hiệu được đổi thành ニトロキラル (Tiếng Anh: Nitro Chiral và logo cũng được thay mới.

## Danh sách trò chơi đã ra mắt
| Năm  | Ngày        | Tên tựa game                     |
| ---- | ----------- | -------------------------------- |
| 2005 | 25 tháng 2  | Togainu no Chi                   |
| 2006 | 27 tháng 10 | Lamento -BEYOND THE VOID-        |
| 2008 | 25 tháng 1  | CHiRALmori                       |
| 2008 | 19 tháng 12 | Sweet Pool                       |
| 2012 | 23 tháng 3  | DRAMAtical Murder                |
| 2013 | 26 tháng 4  | DRAMAtical Murder re:connect     |
| 2017 | 11 tháng 8  | THE CHiRAL NIGHT rhythm carnival |
| 2018 | 25 tháng 5  | Sweet Pool (Remastered Version)  |
| 2021 | 25 tháng 2  | Slow Damage                      |

## Nhân sự
- Chịu trách nhiệm sản xuất: Dijitarou (Takashi Kosaka)
- Biên kịch: Kabura Fuchii
- Lập trình viên chính: Kukuruna
- Minh họa nhân vật/CG: Yamada Uiro
- Minh họa nhân vật Chibi: Yuupon
- Quan hệ công chúng: Chiral-kun
- Bán hàng: Kurosawa Hideki
- Thiết kế âm thanh: Breavehearts Co., Ltd.
- Đồ họa: Namaniku ATK
- Viết lời thoại: Chiyoko Reito

## Cựu nhân sự
- Minh họa cho các tựa game Togainu no Chi và Lamento ~BEYOND THE VOID~: Kana Tatana (たたな かな), nay dùng nghệ danh mới là Chinatsu Kurahana sau khi rời Nitro+Chiral năm 2006.
- Minh họa cho Sweet Pool: Onitsuka Seiji (rời công ty năm 2009)
- Minh họa cho DRAMAtical Murder: Honyalala
- Biên kịch: Gen Urobuchi (cố vấn cho Fuchii và đồng biên kịch Sweet Pool)

## Hợp tác âm nhạc
- Kanako Itou
- ZIZZ STUDIO
- GEORIDE
- Kazuhiro Watanabe
- Pale Green (Seiji Kimura)
- GOATBED
- VERTUEUX
- ARKTA
- Anna Evans Golden Folks
- THE ANDS
- KiRi